# André François (calciatore)
André François (Roubaix, 13 gennaio 1886 – Sainte-Menehould, 17 marzo 1915) è stato un calciatore francese, di ruolo attaccante.

## Carriera

### Nazionale
Ha collezionato 6 presenze con la propria Nazionale.